# I Love It
"I Love It"은 스웨덴의 여성 DJ 듀오 아이코나 팝의 노래이다. 피쳐링에는 찰리 XCX가 참여하였다.

## 뮤직비디오
- I Love It - 유튜브